# Локнистенська сільська рада
Локни́стенська сільська́ ра́да — адміністративно-територіальна одиниця та орган місцевого самоврядування в Менському районі Чернігівської області. Адміністративний центр — село Локнисте.

## Загальні відомості
Локнистенська сільська рада утворена у 1917 році.
- Територія ради: 81,72 км²
- Населення ради: 1 959 осіб (станом на 2001 рік)

## Населені пункти
Сільській раді підпорядковані населені пункти:
- с. Локнисте
- с. Гориця
- с. Гусавка

## Склад ради
Рада складалася з 16 депутатів та голови.
- Голова ради: Кручко Володимир Андрійович
- Секретар ради: Доценко Антоніна Петрівна

### Керівний склад попередніх скликань
| Прізвище, ім'я, по батькові | Основні відомості                                                                                  | Дата обрання | Дата звільнення |
| --------------------------- | -------------------------------------------------------------------------------------------------- | ------------ | --------------- |
| Сіренко Віктор Миколайович  | Сільський голова, 1959 року народження, член Української Народної Партії                           | 26.03.2006   | 29.12.2008      |
| Кручко Володимир Андрійович | Сільський голова, 1957 року народження, освіта вища, член Всеукраїнського об'єднання «Батьківщина» | 03.05.2009   | 31.10.2010      |
| Кручко Володимир Андрійович | Сільський голова, 1957 року народження, освіта вища, член Всеукраїнського об'єднання «Батьківщина» | 31.10.2010   |                 |

Примітка: таблиця складена за даними сайту Верховної Ради України

### Депутати
За результатами місцевих виборів 2010 року депутатами ради стали:

#### За суб'єктами висування
| Суб'єкт висування                 | Кількість обраних депутатів | %    |
| --------------------------------- | --------------------------- | ---- |
| Самовисування                     | 7                           | 43,8 |
| Партія регіонів                   | 5                           | 31,3 |
| Політична партія «Сильна Україна» | 2                           | 12,5 |
| Соціалістична партія України      | 2                           | 12,5 |

#### За округами
| № округу                          | Прізвище, ім'я, по батькові   | Дата визнання обраним | Освіта             | Партійна приналежність                  | Відомості про обраного депутата                        |
| --------------------------------- | ----------------------------- | --------------------- | ------------------ | --------------------------------------- | ------------------------------------------------------ |
| Партія регіонів                   |                               |                       |                    |                                         |                                                        |
| 1                                 | Дмитрієв Геннадій Михайлович  | 02.11.2010            | середня            | позапартійний                           | Локнистенське газове господарство, обхідник-лінійник   |
| 7                                 | Доценко Антоніна Петрівна     | 02.11.2010            | вища               | позапартійна                            | Локнистенська сільська рада, секретар                  |
| 12                                | Семироз Юрій Вікторович       | 02.11.2010            | вища               | позапартійний                           | Чернігівська агротоварна біржа, завідувач господарства |
| 14                                | Ткаченко Андрій Миколайович   | 02.11.2010            | вища               | позапартійний                           | пенсіонер                                              |
| 15                                | Мишовець Петро Федорович      | 02.11.2010            | середня            | позапартійний                           | пенсіонер                                              |
| Політична партія «Сильна Україна» |                               |                       |                    |                                         |                                                        |
| 6                                 | Йовенко Людмила Іванівна      | 02.11.2010            | вища               | член Політичної партії «Сильна Україна» | Локнистенська загальноосвітня школа І-ІІІ ст., вчитель |
| 11                                | Шакун Ірина Григорівна        | 02.11.2010            | вища               | позапартійна                            | Гусавська загальноосвітня школа І-ІІ ст., вчитель      |
| Соціалістична партія України      |                               |                       |                    |                                         |                                                        |
| 2                                 | Пустовойт Сергій Іванович     | 02.11.2010            | середня            | член Соціалістичної партії України      | пенсіонер                                              |
| 5                                 | Пустовой Тамара Іванівна      | 02.11.2010            | середня            | член Соціалістичної партії України      | приватний підприємець                                  |
| Самовисування                     |                               |                       |                    |                                         |                                                        |
| 3                                 | Кобець Петро Іванович         | 02.11.2010            | середня            | позапартійний                           | тимчасово не працює                                    |
| 4                                 | Бура Людмила Петрівна         | 02.11.2010            | вища               | позапартійна                            | Локнистенський дитячий садок, вихователь               |
| 8                                 | Анисенко Ніна Іванівна        | 02.11.2010            | середня спеціальна | позапартійна                            | тимчасово не працює                                    |
| 9                                 | Верьовка Тетяна Володимирівна | 02.11.2010            | середня            | позапартійна                            | тимчасово не працює                                    |
| 10                                | Шарай Ігор Анатолійович       | 02.11.2010            | вища               | член Політичної партії «Наша Україна»   | Локнистенська загальноосвітня школа І-ІІІ ст., вчитель |
| 13                                | Полуботко Віктор Іванович     | 02.11.2010            | середня спеціальна | позапартійний                           | пенсіонер                                              |
| 16                                | Дегтяр Володимир Дмитрович    | 02.11.2010            | середня            | позапартійний                           | тимчасово не працює                                    |